# كباس (صنعاء القديمة)

تعديل مصدري - تعديل

حارة كباس هي إحدى حارات مدينة صنعاء القديمة، بلغ تعداد سكانها 241 نسمة حسب تعداد اليمن لعام 2004.